# Wolfe (Familienname)
Wolfe ist ein englischer Familienname.

## Herkunft und Bedeutung
Wolfe ist eine Variation des Familiennamens Wolf. Zu weiteren Erläuterungen siehe dort.

## Namensträger
- Alice Wolfe (1905–1983), austroamerikanische Kunsthistorikerin
- Ann Wolfe (* 1971), US-amerikanische Boxerin
- Anthony Wolfe (* 1983), Fußballspieler aus Trinidad und Tobago
- Art Wolfe (* 1951), US-amerikanischer Fotograf
- Arthur M. Wolfe (1939–2014), US-amerikanischer Astrophysiker
- Ben Wolfe (* 1962), US-amerikanischer Jazzmusiker
- Bernard Wolfe (1915–1985), US-amerikanischer Schriftsteller
- Bernie Wolfe (* 1951), kanadischer Eishockeyspieler
- Billy Wolfe (1924–2010), schottischer Politiker
- Billy De Wolfe (1907–1974), US-amerikanischer Film- und Theaterschauspieler
- Bret Wolfe (* 1975), US-amerikanischer Pornodarsteller
- Charles Wolfe (Dichter) (1791–1823), irischer Priester und Dichter
- Charles Eugene Wolfe, Jr., eigentlicher Name von Gino Hernandez (1957–1986), US-amerikanischer Wrestler
- Charles K. Wolfe (1943–2006), US-amerikanischer Schriftsteller und Musikhistoriker
- Chelsea Wolfe (* 1983), amerikanische Singer-Songwriterin und Musikerin
- Chris Wolfe, US-amerikanischer Astronom
- Christina Wolfe (* 1989), britisch-US-amerikanische Schauspielerin und Synchronsprecherin
- Collette Wolfe (* 1980), US-amerikanische Schauspielerin
- Danny Wolfe (1928–1996), US-amerikanischer Musiker und Songschreiber
- Derek Wolfe (* 1990), US-amerikanischer American-Football-Spieler
- Desmond Wolfe (* 1976), britischer Wrestler, siehe Nigel McGuinness
- Digby Wolfe (1923–2012), britischer Schriftsteller
- DJ Wolfe (* 1986), US-amerikanischer American-Football-Spieler
- Elsie de Wolfe (1865–1950), US-amerikanische Innenarchitektin
- Felisa Wolfe-Simon, US-amerikanische Mikrobiologin
- Gary K. Wolfe (* 1946), US-amerikanischer Biograf
- Gene Wolfe (1931–2019), US-amerikanischer Science-Fiction- und Fantasy-Autor
- George C. Wolfe (* 1954), US-amerikanischer Dramatiker und Theater- und Filmregisseur
- George Victor Wolfe (1904–1990), US-amerikanischer Politikwissenschaftler
- Glynn Wolfe (1908–1997), US-amerikanischer Prediger und Rekordhalter
- Harry Ashton-Wolfe (1881–1959), britischer Schriftsteller
- Henry Wolfe (* 1979), amerikanischer Komponist, Musiker, Sänger und Schauspieler
- Ian Wolfe (1896–1992), US-amerikanischer Schauspieler
- Ivy Wolfe (* 1996), US-amerikanische Pornodarstellerin
- Jack Wolfe (* 1995), britischer Schauspieler
- James Wolfe (1727–1759), britischer General
- Jane Wolfe (1875–1958), englische Schauspielerin und Thelemitin
- Jarmila Wolfe (* 1987), australische Tennisspielerin slowakischer Herkunft
- Jenna Wolfe (* 1974), US-amerikanische Fernsehjournalistin und Fernsehmoderatorin
- John Wolfe (1954–2023), US-amerikanischer Rechtsanwalt und Politiker
- John Wolfe-Barry (1836–1918), britischer Bauingenieur
- Julia Wolfe (* 1958), US-amerikanische Komponistin
- Kenneth B. Wolfe (1896–1971), US-amerikanischer Generalleutnant (U.S. Air Force)
- Kid Wolfe (1895–1975), US-amerikanischer Boxer
- Lauren Wolfe, US-amerikanische Journalistin
- Linnie Marsh Wolfe (1881–1945), US-amerikanische Bibliothekarin und Biographin
- Louise Dahl-Wolfe (1895–1989), US-amerikanische Fotografin
- Madison Wolfe (* 2002), US-amerikanische Schauspielerin
- Martin Stuart Wolfe (1937–2019), britischer Phytopathologe
- Neil Wolfe (* 1941), neuseeländischer Rugby-Union-Spieler
- Patrick Wolfe (1949–2016), australischer Historiker
- Peter Wolfe (* 1968), britischer Musiker und Songschreiber
- Philip Wolfe (1927–2016), US-amerikanischer Mathematiker
- Ralph S. Wolfe (1921–2019), US-amerikanischer Mikrobiologe
- Robert Wolfe (Archivar) (1921–2014), US-amerikanischer Offizier, Historiker und Archivar
- Robert Wolfe (Politikwissenschaftler), kanadischer Politikwissenschaftler und Hochschullehrer
- Robert Hewitt Wolfe (* 1964), US-amerikanischer Drehbuchautor und Produzent
- Robert L. Wolfe (1928–1981), US-amerikanischer Filmeditor
- Roland De Wolfe (* 1979), britischer Pokerspieler
- Ronnie Wolfe († 2011), britischer Drehbuchautor
- Rowland Wolfe (1914–2010), US-amerikanischer Turner
- Sidney M. Wolfe (1937–2024), US-amerikanischer Arzt und Verbraucherschützer
- Simeon K. Wolfe (1824–1888), US-amerikanischer Politiker
- Stanley Wolfe (1924–2009), US-amerikanischer Komponist und Musikpädagoge
- Stuart Wolfe, britischer Schauspieler und bildender Künstler
- Swain Wolfe (1939–2021), US-amerikanischer Schriftsteller und Filmemacher
- Thomas Wolfe (1900–1938), US-amerikanischer Schriftsteller
- Tom Wolfe (1930–2018), US-amerikanischer Journalist und Schriftsteller
- Traci Wolfe (* 1960), US-amerikanische Schauspielerin
- Verne Wolfe (1922–2000), US-amerikanischer Leichtathletiktrainer
- Wallace V. Wolfe (1895–1988), US-amerikanischer Toningenieur und Erfinder
- Whitney Wolfe Herd (* 1989), US-amerikanische Unternehmerin

## Fiktive Personen
- Nero Wolfe, Detektiv in Romanen von Rex Stout